# Dworczyszcze
Dworczyszcze (biał. Дварчышча, Dwarczyszcza; ros. Дворчище, Dworcziszcze) – wieś na Białorusi, w obwodzie grodzieńskim, w rejonie ostrowieckim, w sielsowiecie Ryteń.
Dawniej używana nazwa – Dworczyszcze I i Dworzeszcze II.

## Historia
W czasach zaborów zaścianki leżały  w gminie Bystrzyca, w powiecie wileńskim, w guberni wileńskiej Imperium Rosyjskiego.
W okresie międzywojennym leżały w Polsce, w województwie wileńskim, w powiecie święciańskim, w gminie Kiemieliszki.
W 1931:
- Dworczyszcze I w 4 domach zamieszkiwały 22 osoby[3].
- Dworczyszcze II w 3 domach zamieszkiwały 22 osoby[3].

Po II wojnie światowej w granicach Związku Sowieckiego. Od 1991 w niepodległej Białorusi.